# Hooray for Michael
Hooray for Michael is een single van The Cats die werd uitgebracht in 1985. Het nummer verscheen verder op de epee Flyin' high.
Het nummer werd gezongen door Cees Veerman, terwijl Piet Veerman de leadzang van de singles sinds 1968 steeds voor zijn rekening had genomen. Het was de laatste single voordat de band uit elkaar ging. In 1994 brachten The Cats weliswaar weer een nieuwe single uit, Poppy, maar aan die formatie deed Piet Veerman niet mee.
Hooray for Michael werd geschreven door Arnold Mühren. Het nummer op de B-kant, Call me, werd geschreven door Jaap Schilder.
De single sloeg niet aan en ging na vijf weken in de Tipparade te hebben gestaan, met als hoogste positie Tip 8, niet door naar de Top 40.